# Barone Lyttelton

Stemma dei Baroni Lyttelton

Barone Lyttelton, Barone di Frankley, nella Contea di Worcester, è un titolo nel Pari d'Inghilterra, creato nel 1794. Dal 1889 è un titolo filiale del Visconte Cobham
La famiglia Lyttelton discende da Thomas Lyttelton, che nel 1618 fu creato Baronetto. In seguito rappresentò il Worcestershire nella Camera dei Comuni. Suo figlio, il secondo Baronetto, sedeva come deputato per Lichfield . Alla sua morte i titoli passarono al fratello minore, il terzo Baronetto, che rappresentò Bewdley in Parlamento. Gli succedette il figlio, il quarto Baronetto, che fu deputato per Worcester e Camelford. Egli sposò Cristiana, figlia di Sir Richard Temple, III Baronetto, e sorella di Richard Temple, I visconte di Cobham, e Hester Grenville, I contessa di Temple.
Gli succedette il figlio maggiore, il quinto Baronetto, che era un uomo politico di primo piano. Nel 1755 fu creato Barone Lyttelton, Barone di Frankley, nel Pari d'Inghilterra. Gli succedette il figlio, il secondo Barone,  che rappresentò brevemente Bewdley nella Camera dei Comuni. Alla sua morte, nel 1779, la baronia si estinse. Tuttavia, gli succedette nel titolo di Baronetto suo zio, il settimo Baronetto, che rappresentò Bewdley e fu governatore della Carolina del Sud e della Giamaica. Nel 1776, tre anni prima, fu creato barone Westcote, nel pari dell'Irlanda. Nel 1794 fu elevato a Pari d'Inghilterra.
Suo figlio maggiore, il secondo Barone, sedeva come membro del Parlamento per Bewdley. Gli succedette suo fratellastro, il terzo barone, che rappresentò Worcestershire nella Camera dei Comuni e fu anche come Lord Luogotenente di Worcestershire. Suo figlio, il quarto barone, fu per breve tempo sottosegretario di Stato per la Guerra e le Colonie nel 1846 sotto Sir Robert Peel e fu anche Lord Luogotenente di Worcestershire. Alla sua morte i titoli passarono a suo figlio, il quinto barone. Nel 1889 succedette a suo lontano parente Richard Temple-Nugent-Brydges-Chandos-Grenville, terzo duca di Buckingham e Chandos, come ottavo barone e visconte di Cobham.

## Baronetti di Frankley (1618)
- Sir Thomas Lyttelton, I Baronetto (1593-1650)
- Sir Henry Lyttelton, II Baronetto (1624-1693)
- Sir Charles Lyttelton, III Baronetto (1628-1716)
- Sir Thomas Lyttelton, IV baronetto (1686-1751)
- Sir George Lyttelton, V Baronetto (1709-1773) (creato barone Lyttelton nel 1756)

## Baroni Lyttelton (1756)
- George Lyttelton, I barone Lyttelton (1709-1773)
- Thomas Lyttelton, II barone Lyttelton (1744-1779)

## Baroni Lyttelton (1794)
- William Lyttelton, I barone Lyttelton (1724-1808)
- George Lyttelton, II barone Lyttelton (1763-1828)
- William Lyttelton, III barone Lyttelton (1782-1837)
- George Lyttelton, IV barone Lyttelton (1817-1876)
- Charles Lyttelton, V barone Lyttelton (1842-1922) (succeduto come visconte di Cobham nel 1889)